# Leichtathletik-Weltmeisterschaften 2017/Speerwurf der Männer

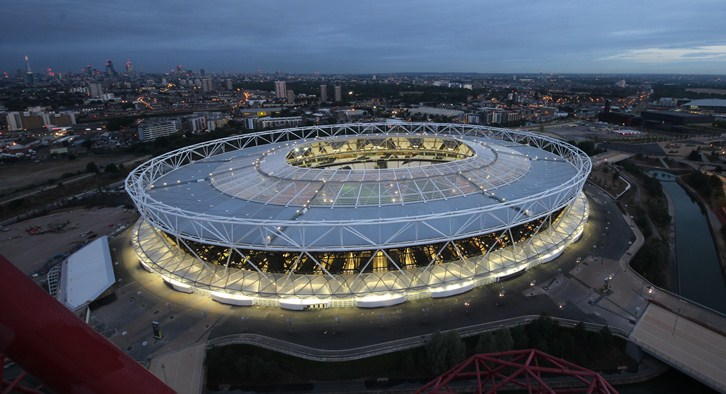
Das Olympiastadion London während der Weltmeisterschaften

Der Speerwurf der Männer wurde bei den Leichtathletik-Weltmeisterschaften 2017 wurde am 10. und 12. August 2017 im Olympiastadion der britischen Hauptstadt London ausgetragen.
In diesem Wettbewerb errangen die tschechischen Speerwerfer mit Silber und Bronze zwei Medaillen. Weltmeister wurde der Deutsche Johannes Vetter. Jakub Vadlejch gewann die Silbermedaille. Bronze ging an Petr Frydrych.

## Bestehende Rekorde
| Weltrekord               | Jan Železný | 98,48 m | Jena, Deutschland      | 25. Mai 1996    |
| Weltmeisterschaftsrekord | Jan Železný | 92,80 m | WM in Edmonton, Kanada | 12. August 2001 |

Der bestehende WM-Rekord wurde bei diesen Weltmeisterschaften nicht eingestellt und nicht verbessert.

## Legende
Kurze Übersicht zur Bedeutung der Symbolik – so üblicherweise auch in sonstigen Veröffentlichungen verwendet:
| – | verzichtet |
| x | ungültig   |

## Qualifikation
Die Athleten traten zu einer Qualifikationsrunde in zwei Gruppen an. Die Qualifikationsweite für den direkten Finaleinzug betrug 83,00 m. Diese Weite wurde von dreizehn Werfern übertroffen – hellblau unterlegt. So musste das Finalfeld nicht weiter aufgefüllt werden.

### Gruppe A
10. August 2017, 19:05 Uhr Ortszeit (20:05 Uhr MESZ)
| Platz | Athlet              | Land              | 1. Versuch | 2. Versuch | 3. Versuch | Weite (m) |
| ----- | ------------------- | ----------------- | ---------- | ---------- | ---------- | --------- |
| 1     | Johannes Vetter     | Deutschland       | 91,20      | –          | –          | 91,20     |
| 2     | Tero Pitkämäki      | Finnland          | 85,97      | –          | –          | 85,97     |
| 3     | Ahmed Bader Magour  | Katar             | 83,83      | –          | –          | 83,83     |
| 4     | Julius Yego         | Kenia             | 83,57      | –          | –          | 83,57     |
| 5     | Marcin Krukowski    | Polen             | 81,79      | 77,48      | 83,49      | 83,49     |
| 6     | Hamish Peacock      | Australien        | 77,88      | 82,46      | 82,19      | 82,46     |
| 7     | Neeraj Chopra       | Indien            | 82,26      | x          | 80,54      | 82,26     |
| 8     | Jaroslav Jílek      | Tschechien        | 73,48      | 72,79      | 80,97      | 80,97     |
| 9     | Andrian Mardare     | Moldau            | 78,68      | 76,80      | 80,18      | 80,18     |
| 10    | Rolands Štrobinders | Lettland          | 78,22      | 79,68      | 79,28      | 79,68     |
| 11    | Cheng Chao-tsun     | Chinesisch Taipeh | 76,58      | x          | 77,87      | 77,87     |
| 12    | Ryōhei Arai         | Japan             | x          | 77,38      | 74,77      | 77,38     |
| 13    | Tanel Laanmäe       | Estland           | 76,41      | 73,84      | x          | 76,41     |
| 14    | Vítězslav Veselý    | Tschechien        | 75,50      | x          | x          | 75,50     |
| 15    | Pawel Mjaleschka    | Belarus           | 75,33      | x          | x          | 75,33     |
| NM    | Edis Matusevičius   | Litauen           | x          | x          | x          | ogV       |

In Qualifikationsgruppe A ausgeschiedene Speerwerfer:

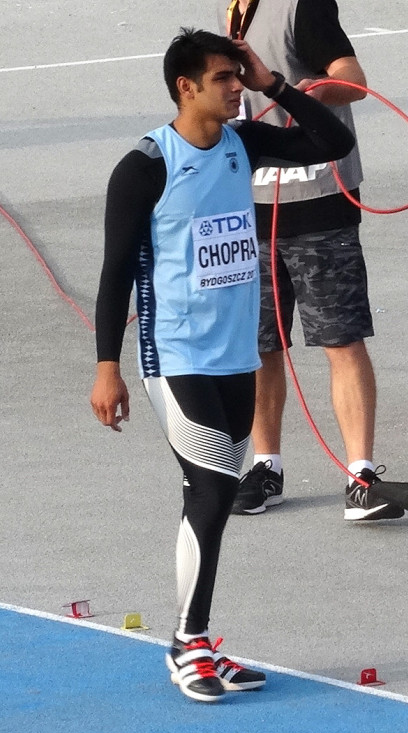
Neeraj Chopra Rang sieben mit 82,26 m
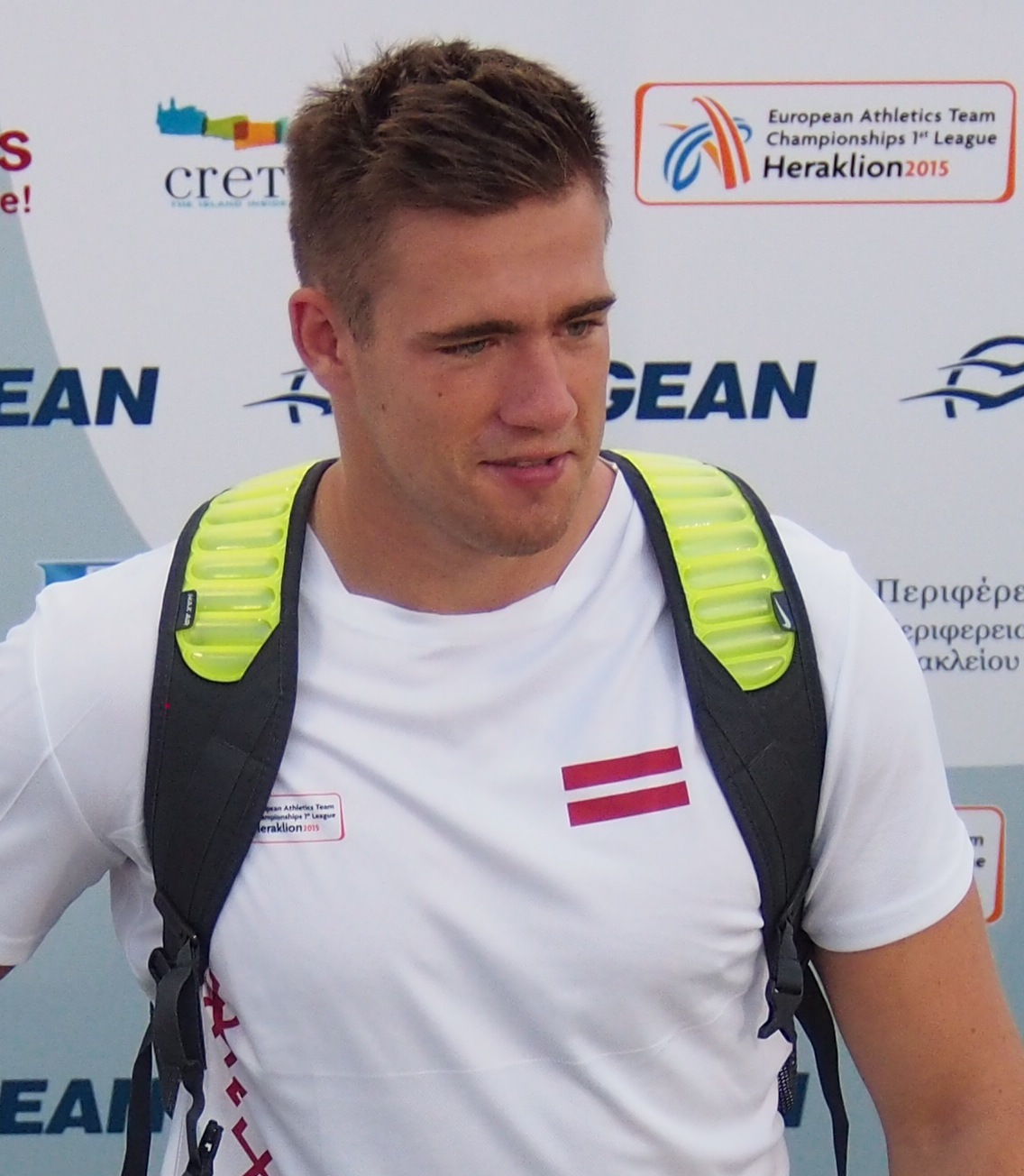
Rolands Štrobinders Rang zehn mit 79,68 m
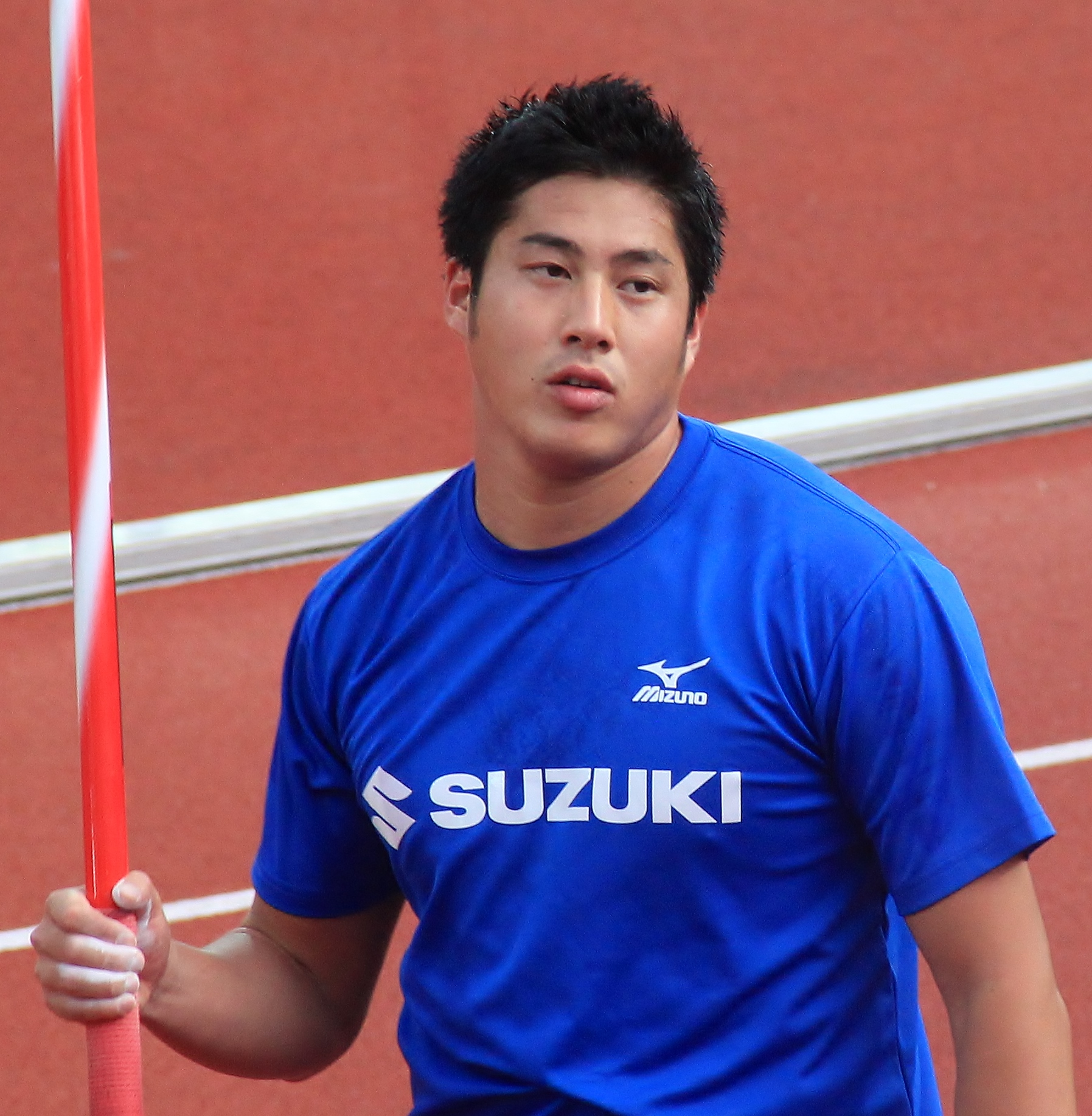
Ryohei Arai Rang zwölf mit 77,38 m
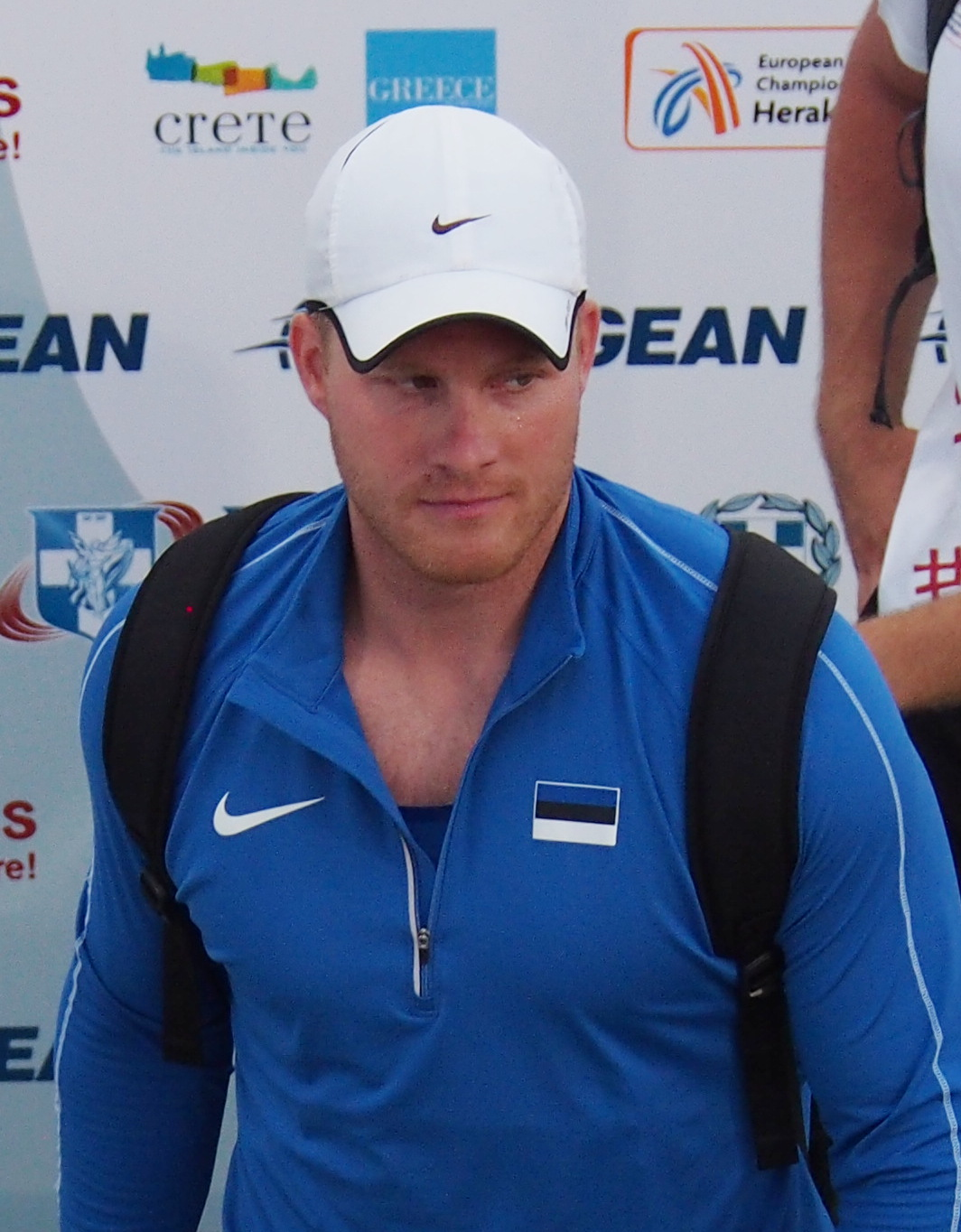
Tanel Laanmäe Rang dreizehn mit 76,41 m
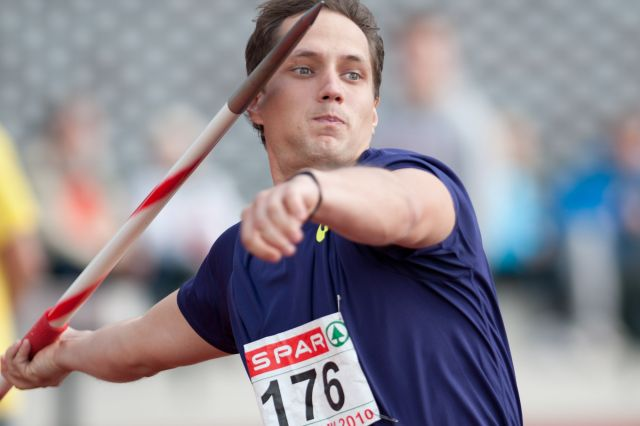
Vítězslav Veselý Rang vierzehn mit 75,50 m

### Gruppe B
10. August 2017, 20:35 Uhr Ortszeit (21:35 Uhr MESZ)
| Platz | Athlet              | Land                | 1. Versuch | 2. Versuch | 3. Versuch | Weite (m) |
| ----- | ------------------- | ------------------- | ---------- | ---------- | ---------- | --------- |
| 1     | Petr Frydrych       | Tschechien          | 86,22      | –          | –          | 86,22 SB  |
| 2     | Keshorn Walcott     | Trinidad und Tobago | 86,01      | –          | –          | 86,01     |
| 3     | Andreas Hofmann     | Deutschland         | 82,35      | 85,62      | –          | 85,62     |
| 4     | Ioannis Kyriazis    | Griechenland        | 84,60      | –          | –          | 84,60     |
| 5     | Davinder Singh Kang | Indien              | 82,22      | 82,14      | 84,22      | 84,22     |
| 6     | Thomas Röhler       | Deutschland         | 80,88      | 83,87      | –          | 83,87     |
| 7     | Jakub Vadlejch      | Tschechien          | 83,87      | –          | –          | 83,87     |
| 8     | Magnus Kirt         | Estland             | 83,86      | –          | –          | 83,86     |
| 9     | Cyrus Hostetler     | USA                 | 77,51      | 75,79      | 79,71      | 79,71     |
| 10    | Anderson Peters     | Grenada             | 70,49      | 78,99      | 78,82      | 78,99     |
| 11    | Norbert Rivasz-Tóth | Ungarn              | 78,76      | 74,37      | 74,22      | 78,76     |
| 12    | Ben Langton-Burnell | Neuseeland          | 76,46      | 73,47      | 74,46      | 76,46     |
| 13    | Braian Toledo       | Argentinien         | 75,24      | x          | 75,29      | 75,29     |
| 14    | Alexandru Novac     | Rumänien            | 74,67      | x          | x          | 74,67     |
| 15    | Rocco van Rooyen    | Südafrika           | 73,93      | 74,02      | 70,27      | 74,02     |
| 16    | Waruna Lakshan      | Sri Lanka           | 73,16      | x          | x          | 73,16     |

In Qualifikationsgruppe B ausgeschiedene Speerwerfer:

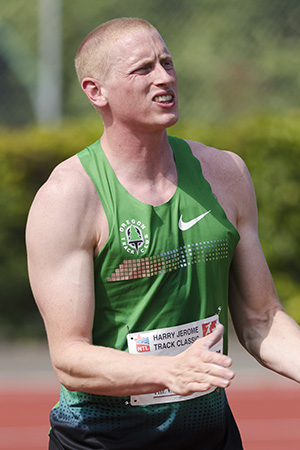
Cyrus Hostetler Rang neun mit 79,71 m
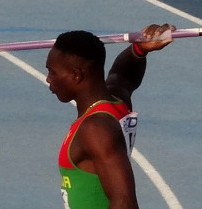
Anderson Peters Rang zehn mit 78,99 m
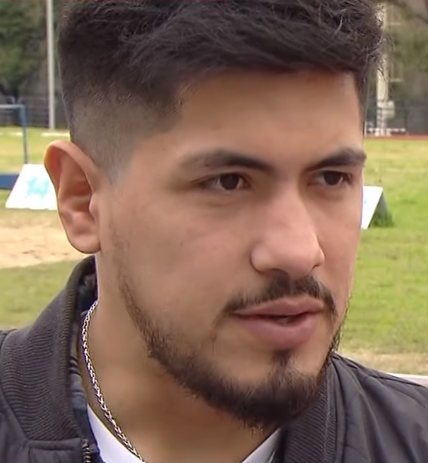
Braian Toledo Rang dreizehn mit 75,29 m

## Finale
12. August 2017, 20:15 Uhr Ortszeit (21:15 Uhr MESZ)
Der Weltmeister von 2013 Vítězslav Veselý aus Tschechien hatte das Finale nicht erreicht. Zum engsten Favoritenkreis gehörten die beiden Deutschen Thomas Röhler als Olympiasieger von 2016 und WM-Vierter von 2015 sowie Johannes Vetter als Olympiavierter von 2016. Beide führten die Weltjahresbestenliste an. Weitere Titelanwärter waren der Weltmeister von 2015 und Olympiazweite von 2016 Julius Yego aus Kenia, der Olympiasieger von 2012 und Olympiadritte von 2016 Keshorn Walcott aus Trinidad und Tobago sowie der Finne Tero Pitkämäki – unter anderem Weltmeister von 2007, Vizeweltmeister von 2013 und WM-Dritter von 2015. Chancenreich traten auch die in der Weltjahresbestenliste weit oben stehenden Jakub Vadlejch aus Tschechien und Andreas Hofmann aus Deutschland an.
Eine klare Führung nach dem ersten Durchgang erarbeitete sich Vetter mit einem Wurf auf 89,89 m. Röhler lag mit 87,08 m auf Platz zwei vor Wolcott mit 84,48 m. Doch in Runde zwei wurde es enger. Röhler verbesserte sich auf 88,26 m, Vadlejch erzielte 89,73 m und lag damit nur noch fünf Zentimeter hinter Vetter. Mit seinem dritten Wurf steigerte sich Pitkämäki auf 86,94 m und war damit Vierter. In den nächsten beiden Versuchsreihen gab es keine Veränderungen.
Im letzten Durchgang schließlich flog Petr Frydrychs Speer auf 88,32 m. Er war der zweite Tscheche in diesem Finale und verdrängte damit Röhler noch um sechs Zentimeter vom Bronzeplatz. Ansonsten blieb es ganz vorne beim Zwischenstand nach Runde drei. Weltmeister wurde Johannes Vetter. Silber und Bronze gingen an die beiden Tschechen Jakub Vadlejch und Petr Frydrych. Thomas Röhler belegte Rang vier vor Tero Pitkämäki. Der Grieche Ioannis Kyriazis wurde Sechster, Keshorn Walcott kam auf den siebten Platz. Andreas Hofmann wurde Achter.
| Platz | Athlet              | Land                | 1. Versuch | 2. Versuch | 3. Versuch | 4. Versuch                             | 5. Versuch                             | 6. Versuch                             | Weite (m) |
| ----- | ------------------- | ------------------- | ---------- | ---------- | ---------- | -------------------------------------- | -------------------------------------- | -------------------------------------- | --------- |
|       | Johannes Vetter     | Deutschland         | 89,89      | 89,78      | 87,22      | x                                      | 82,25                                  | 87,71                                  | 89,89     |
|       | Jakub Vadlejch      | Tschechien          | 77,10      | 89,73      | 85,04      | 86,23                                  | 87,70                                  | 83,22                                  | 89,73 PB  |
|       | Petr Frydrych       | Tschechien          | 84,31      | 80,48      | 82,94      | 87,93                                  | 87,93                                  | 88,32                                  | 88,32 PB  |
| 4     | Thomas Röhler       | Deutschland         | 87,08      | 88,26      | x          | 86,14                                  | 85,97                                  | 86,40                                  | 88,26     |
| 5     | Tero Pitkämäki      | Finnland            | 83,49      | x          | 86,94      | 79,69                                  | x                                      | x                                      | 86,94     |
| 6     | Ioannis Kyriazis    | Griechenland        | 79,57      | 81,68      | 84,52      | 82,79                                  | x                                      | 79,4                                   | 84,52     |
| 7     | Keshorn Walcott     | Trinidad und Tobago | 84,48      | x          | 80,63      | 83,62                                  | x                                      | 81,82                                  | 84,48     |
| 8     | Andreas Hofmann     | Deutschland         | 75,45      | 83,76      | 80,96      | 83,65                                  | 81,94                                  | 83,98                                  | 83,98     |
| 9     | Marcin Krukowski    | Polen               | 82,01      | x          | 79,54      | nicht im Finale der besten acht Werfer | nicht im Finale der besten acht Werfer | nicht im Finale der besten acht Werfer | 82,01     |
| 10    | Ahmed Bader Magour  | Katar               | 76,34      | 81,77      | 79,34      | nicht im Finale der besten acht Werfer | nicht im Finale der besten acht Werfer | nicht im Finale der besten acht Werfer | 81,77     |
| 11    | Magnus Kirt         | Estland             | 80,48      | x          | x          | nicht im Finale der besten acht Werfer | nicht im Finale der besten acht Werfer | nicht im Finale der besten acht Werfer | 80,48     |
| 12    | Davinder Singh Kang | Indien              | 75,40      | x          | 80,02      | nicht im Finale der besten acht Werfer | nicht im Finale der besten acht Werfer | nicht im Finale der besten acht Werfer | 80,02     |
| 13    | Julius Yego         | Kenia               | x          | 76,29      | 75,31      | nicht im Finale der besten acht Werfer | nicht im Finale der besten acht Werfer | nicht im Finale der besten acht Werfer | 76,29     |

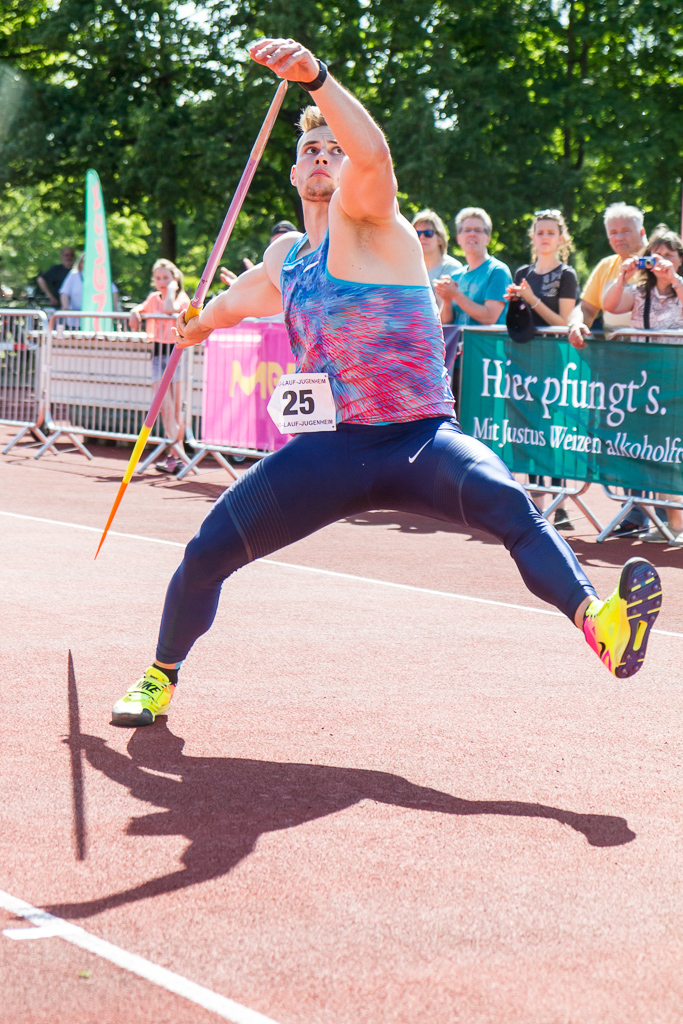
Weltmeister Johannes Vetter
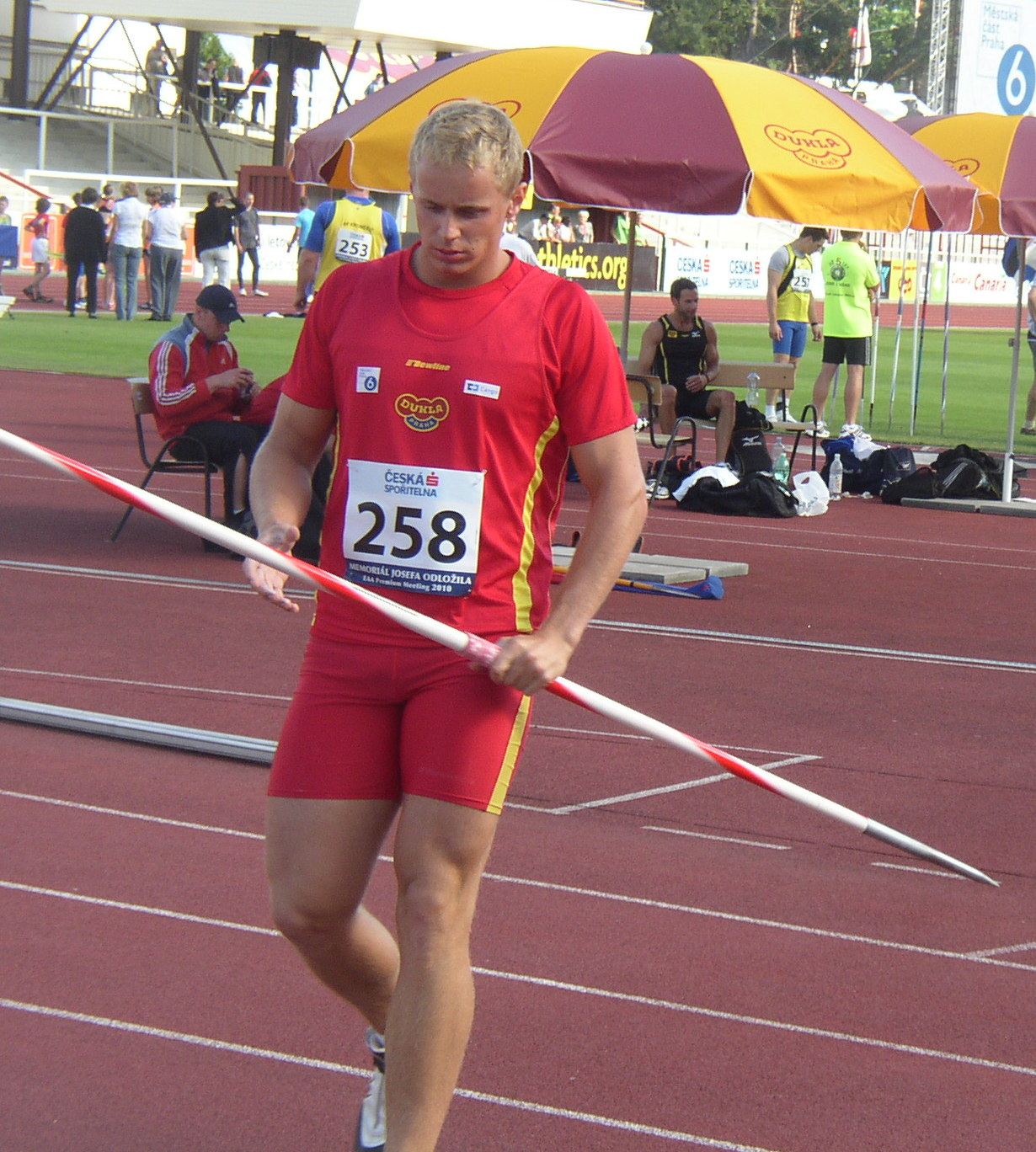
Vizeweltmeister Jakub Vadlej
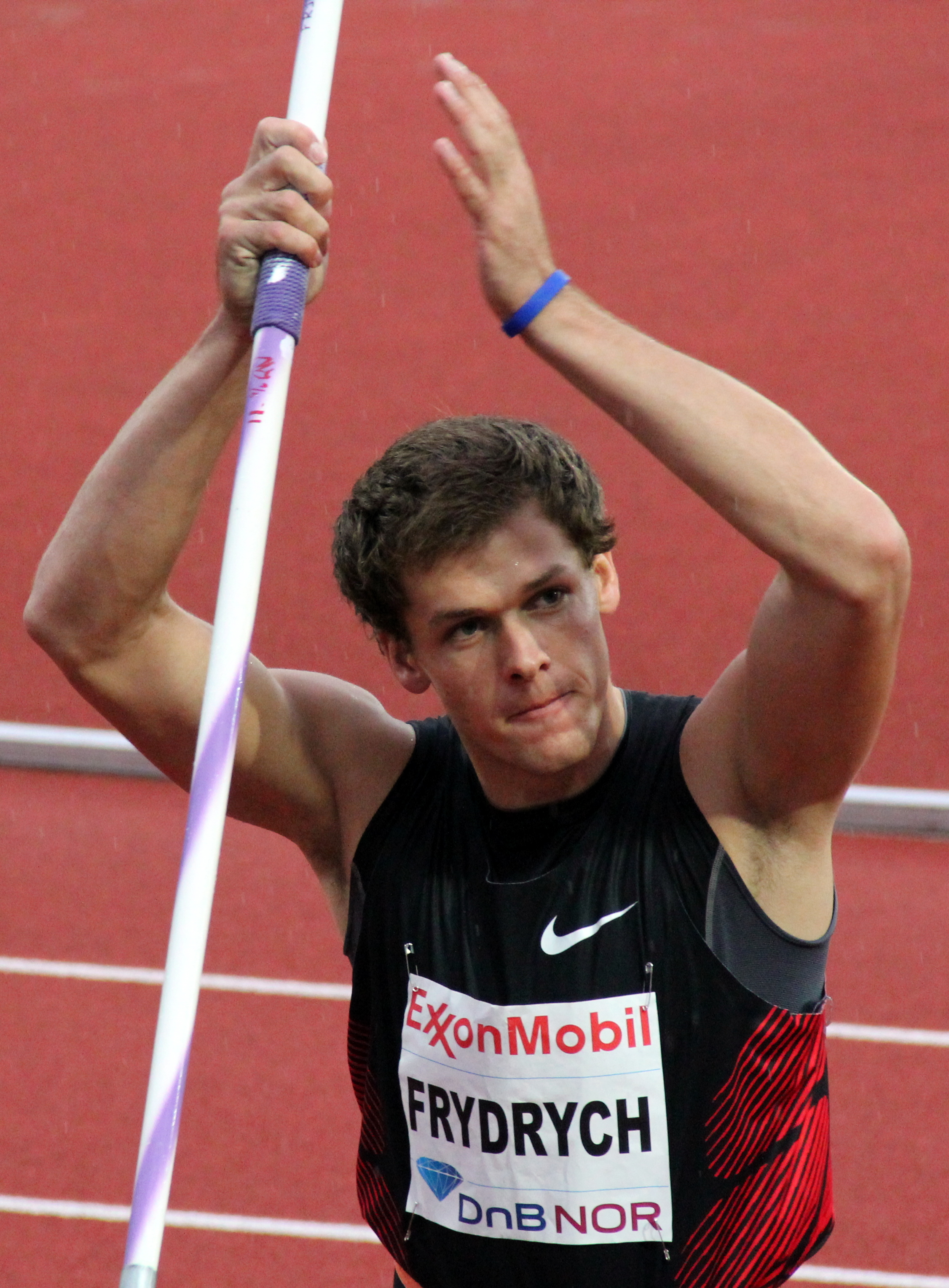
Bronzemedaillengewinner Petr Frydrych

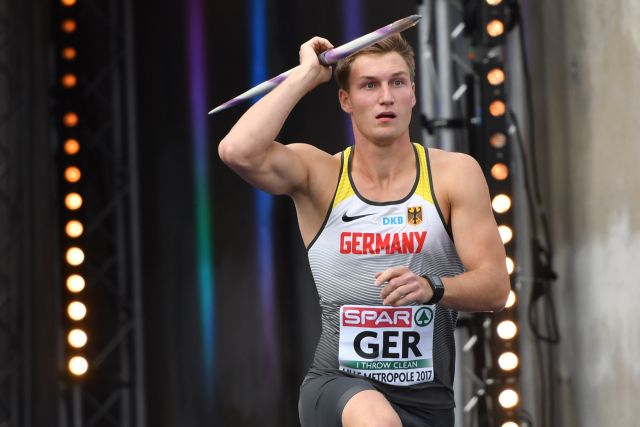
Der Olympiasieger von 2016 Thomas Röhler kam auf den vierten Platz
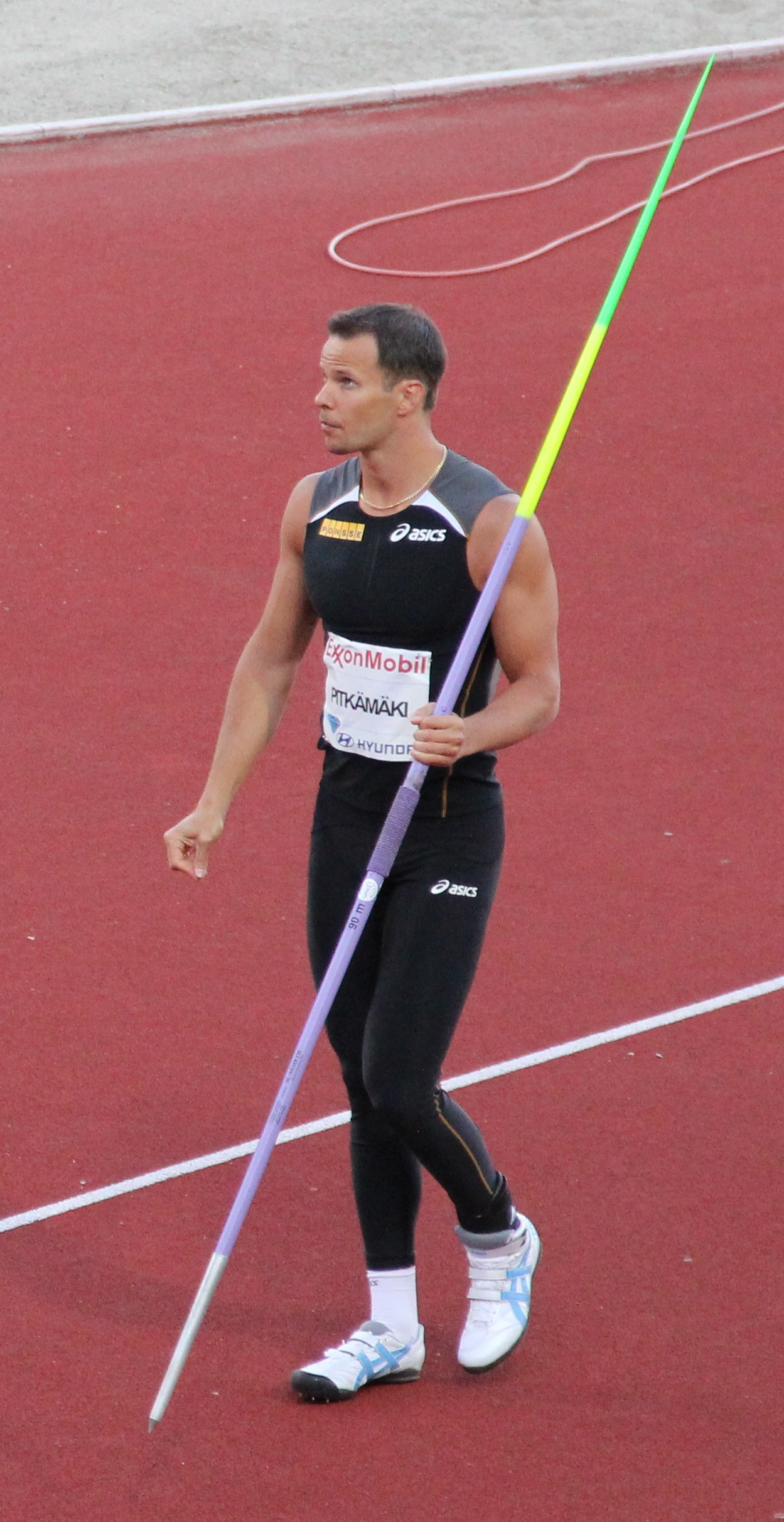
Rang fünf für den Weltmeister von 2007 Tero Pitkämäki
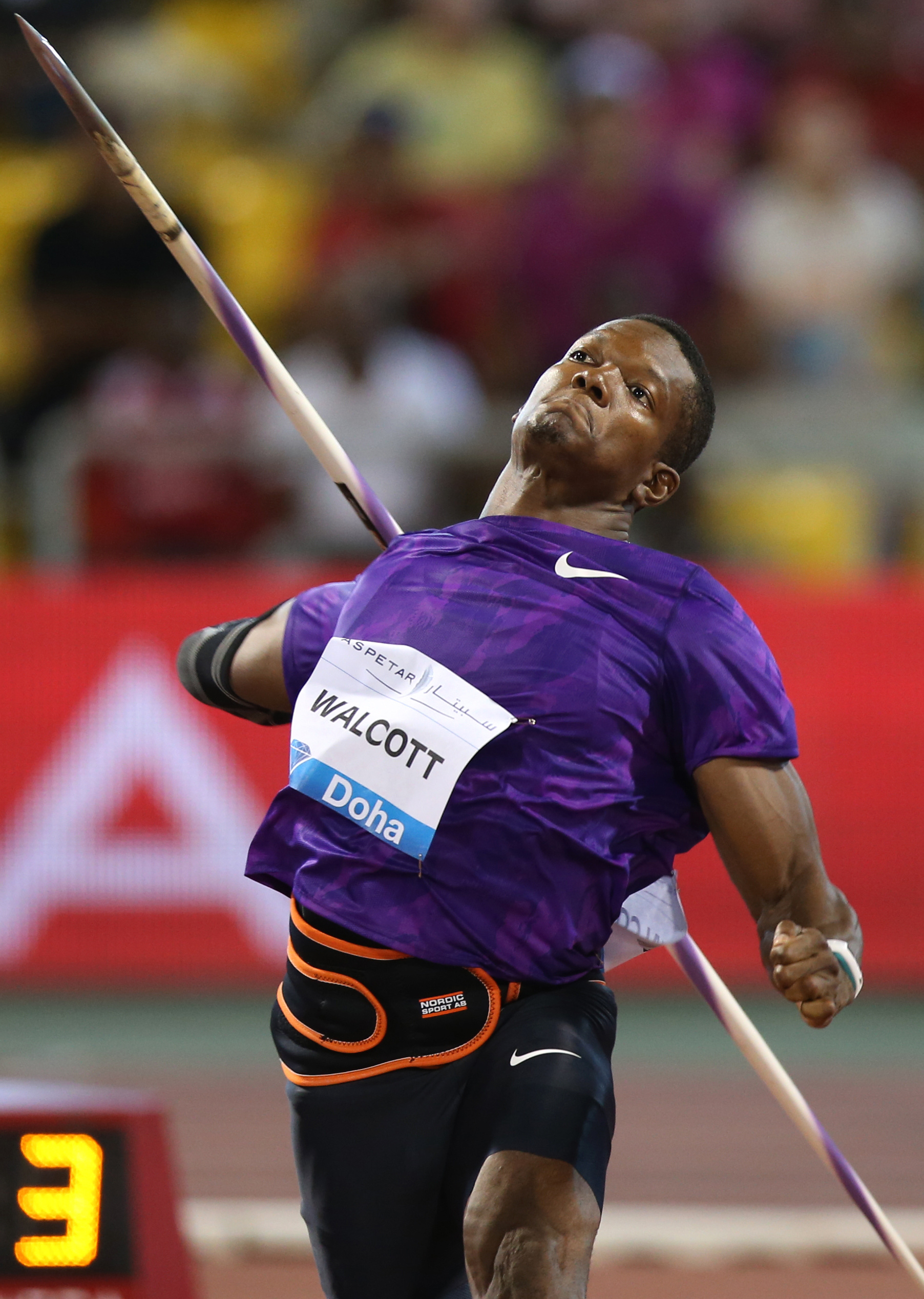
Der Olympiasieger von 2012 Keshorn Walcott kam auf den siebten Platz
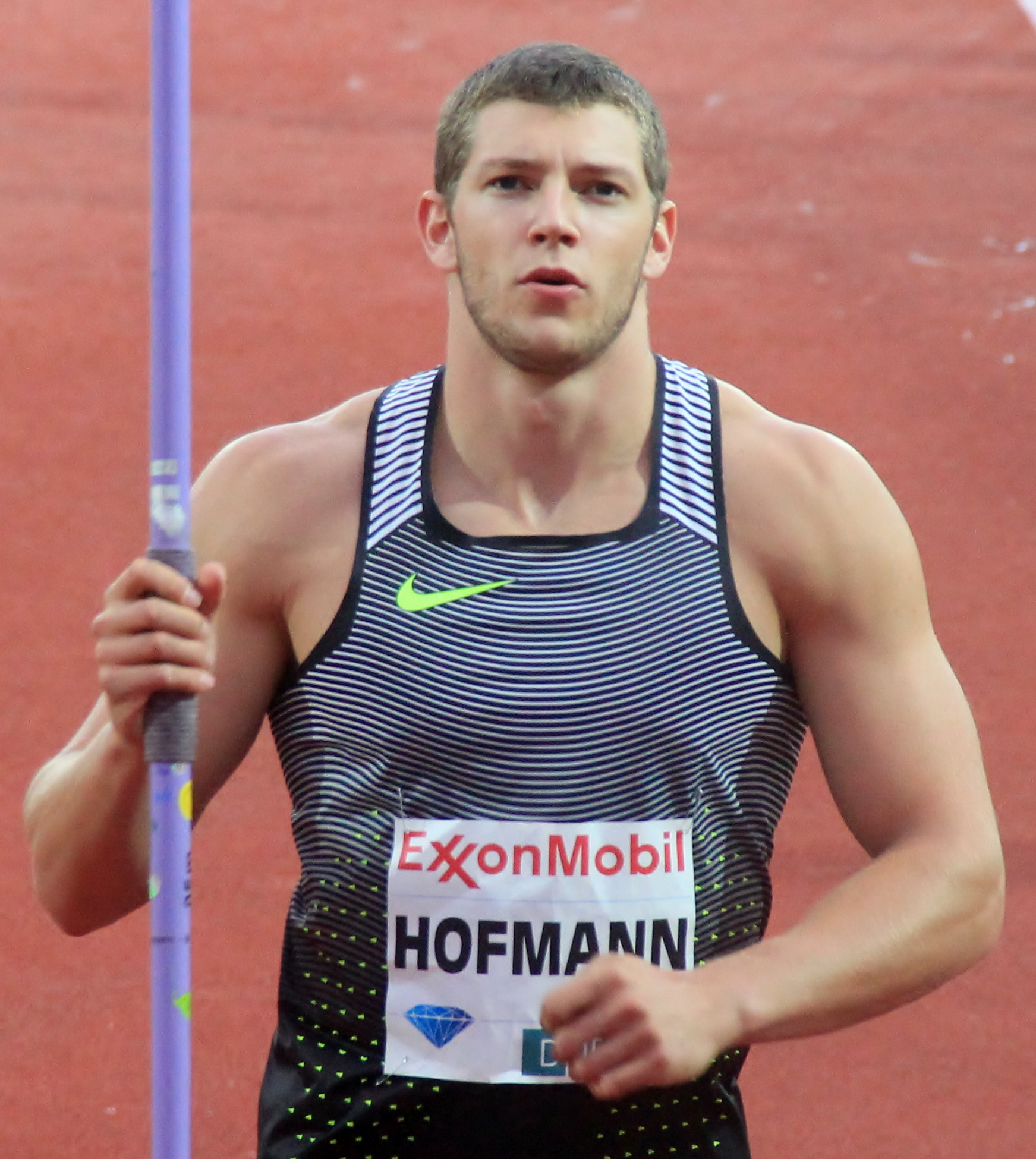
Andreas Hofmann erreichte Rang acht
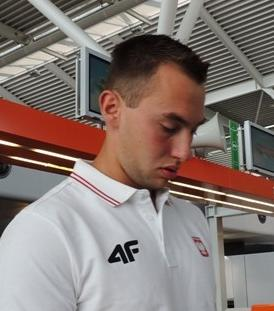
Marcin Krukowski wurde Neunter
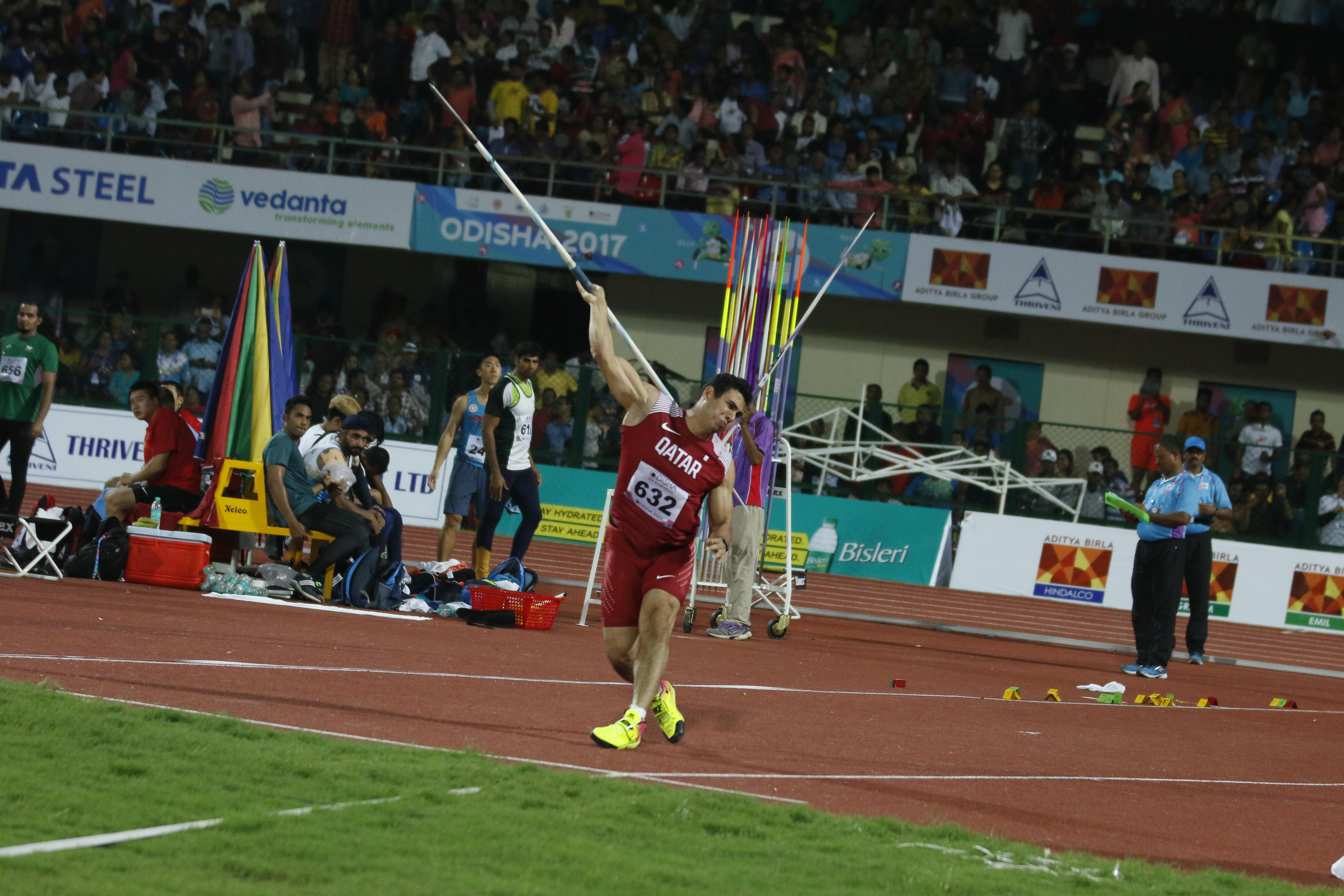
Ahmed Bader Magour kam auf den zehnten Rang
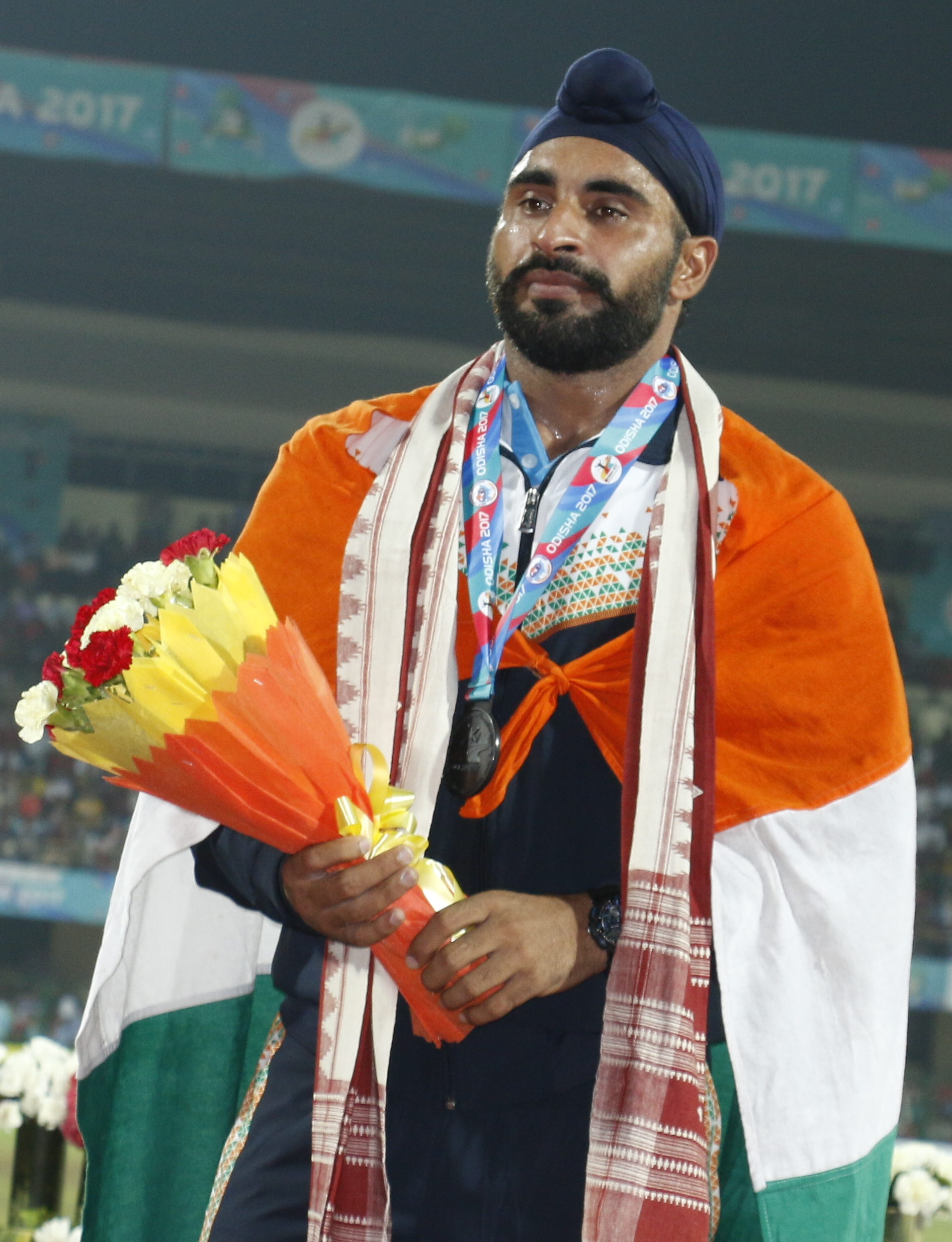
Davinder Singh – hier als Bronzemedaillengewinner der Asienspiele von 2017 – erreichte Platz zwölf
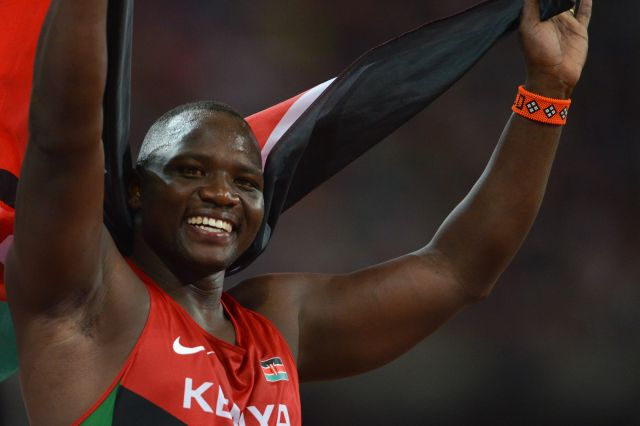
Titelverteidiger Julius Yego musste hier mit Rang dreizehn zufrieden sein

## Video
- Javelin Throw 2017 / World Championships, youtube.com, abgerufen am 2. März 2021